# Autoportret w białym stroju
Autoportret w białym stroju, Autoportret w białym berecie, Autoportret w bieli, Portret własny – obraz olejny autorstwa Jacka Malczewskiego, namalowany w roku 1914. Obecnie dzieło znajduje się w zbiorach Muzeum Narodowego w Krakowie.